# 刑事エデン/追跡者
『刑事エデン/追跡者』（けいじエデン/ついせきしゃ 原題：A Stranger Among Us）は、1992年制作のアメリカ合衆国の映画。シドニー・ルメット監督。
『刑事ジョン・ブック 目撃者』の女性版的な作品。
第13回ゴールデンラズベリー賞では主演のメラニー・グリフィスが最低主演女優賞を受賞し、またトレイシー・ポランが最低助演女優賞にノミネートされた。

## あらすじ
ニューヨークのダイヤ市場を牛耳るユダヤ教ハシド派のダイヤ研磨職人のヤコブが高価なダイヤと共に失踪した。
この事件を担当するニューヨーク市警察の刑事エミリー・エデンは彼らのコミュニティーに入り潜入捜査をする事になったが、自分の生まれ育ったのと同じニューヨークとは思えない、価値観の全く異なる彼らの生活に戸惑う。
ただ一人、指導者レビの息子アリエルだけは彼女を理解し、二人はお互いに魅かれあうようになる。彼の純粋すぎる禁欲主義が彼女の恋心をますます燃え盛らせ、信仰と愛のはざまでアリエルは深く悩む。
やがて、ヤコブが仕事場の天井裏から死体で発見され、事件は急展開を見せる。

## キャスト
※括弧内は日本語吹替（VHS版）
- エミリー・エデン - メラニー・グリフィス（駒塚由衣）
- アリエル - エリック・タル（山寺宏一）
- レヴィン - ジョン・パンコウ（星野充昭）
- レア - ミア・サラ（鶴ひろみ）
- マーラ - トレイシー・ポラン（山田栄子）
- レビ - リー・リチャードソン（あずさ欣平）
- ニック - ジェイミー・シェリダン（中多和宏）
- オリヴァー - デヴィッド・マーギュリーズ（掛川裕彦）
- クリス・バルデザリ - クリス・ラッタ（島香裕）
- トニー・バルデザリ - ジェームズ・ガンドルフィーニ（辻親八）
- ヤコブ・クラウスマン - ジェイク・ウェバー（辻親八）